# HH-60 페이브호크
HH-60 페이브호크는 미국 공군의 쌍발 엔진 헬리콥터이다. UH-60 블랙호크를 조종사를 구조하는 전투탐색구조(CSAR) 임무용으로 개조했다.

## 대한민국
대한민국 국방부는 UH-60P 블랙호크 4대를 HH-60P 페이브호크로 개조하는 3000만 달러 규모의 사업에서 Elbit Systems와 KAI 컨소시엄을 계약자로 선정했다. 대한항공, LG International, IAI의 컨소시엄은 탈락했다.
HH-60P 페이브호크는 공군 6전대에서 사용한다. 총 10대가 운용중이다.
대한민국 공군에는 "레스큐" 또는 "공군 6전대"라고 부르는 공군 특수부대 제6탐색구조 비행전대가 있다. 미군과 함께 한미연합탐색구조훈련을 한다. 2008 사천우주항공엑스포에서 HH-60P 헬기를 이용, 탐색 구조 시범을 보이기도 했다.
한미 공군은 10대 군사임무전환에 따라 2008년 9월 30일 이후 평시 미 공군 조종사에 대한 탐색 구조 임무를 공군 6전대에서 담당하게 되었다.
대한민국 합동참모본부는 2008년 9월 25일 "주한미군의 10대 군사임무 가운데 주야간 탐색 구조 임무가 오는 30일부로 한국군으로 전환된다”면서 “이 임무 전환을 끝으로 2003년부터 추진해 오던 10대 군사임무 전환 작업이 모두 완료된다”고 밝혔다.

## 같이 보기
- 시콜스키 S-70
- UH-60 블랙호크
- SH-60 시호크
- HH-60 제이호크
- CH-47 치누크
- MH-53 페이브로우